# Araneus speculabundus
Araneus speculabundus là một loài nhện trong họ Araneidae.
Loài này thuộc chi Araneus. Araneus speculabundus được Ludwig Carl Christian Koch miêu tả năm 1871.